# Peter Lindenthal
Peter Lindenthal (* 1950 in Innsbruck) ist ein österreichischer Autor bekannter Bücher über den Jakobsweg.

## Leben
Peter Lindenthal war nach seinem Studium der Volkswirtschaft Entwicklungshelfer in Lateinamerika, der Karibik und Afrika.
Der Karelische Bärenhund (eine nordische Rasse aus Finnland) Ajiz begleitete seinen Herrn auf allen seinen Wanderungen durch den europäischen Kontinent und kommt in allen sechs Büchern Lindenthals vor. Ajiz starb 2004, im Alter von 14 Jahren. Peter Lindenthals Trauerpilgerreise auf Jakobswegen vom Ärmelkanal bis zu den Pyrenäen wird in seinem letzten Buch „Auch Santiago hatte einen Hund“ beschrieben.
Ajiz (ausgesprochen: Ajiz wie Achiss) ist ein Wort aus der Maya-Sprache Quiché und bedeutet so viel wie Zauberer. Den Namen gab ihm Lindenthal nach eigener Aussage, da er 1968/69 ein Jahr im Indianerhochland von Guatemala verbracht habe und in jener Zeit tiefe Freundschaft mit einem Schäfermischling namens Ajiz geschlossen hatte.

## Veröffentlichungen
- Auf dem Jakobsweg durch die Bretagne. Tyrolia, 1. Aufl. 2004, ISBN 3-7022-2571-4.
- Auf dem Jakobsweg durch Österreich. Tyrolia,  5. Aufl. 2006, ISBN 3-7022-2199-9.
- Jakobsweg Österreich (Bildband). Tyrolia, 1. Aufl. 2006 (Fotos Reinhard Mandl, Text Peter Lindenthal).
- Auch Santiago hatte einen Hund. Unterwegs auf Jakobswegen von der Bretagne bis Saint-Jean-Pied-de Port – In Erinnerung an Ajiz. Tyrolia Verlag, Innsbruck 2006, ISBN 3-7022-2739-3.
- Auf dem Jakobsweg durch Südösterreich. Tyrolia, 2. Aufl. 2007, ISBN 3-7022-2438-6.
- „Jakobswege in Südtirol. Innichen - Brixen - Brenner, Brixen - Bozen - Salurn, Bozen - Meran - Glurns - Müstair.“ Tyrolia, 2008, ISBN 978-3-7022-2910-8.
- „Der Camino Primitivo von Oviedo nach Santiago de Compostela. Der älteste aller Jakobswege.  12 Tage durch Nord-Spanien - Asturien und Galicien.“ Tyrolia, 2011, ISBN 978-3-7022-3101-9.
- „Auf dem Jakobsweg durch Österreich. Von Pressburg bis Feldkirch in 28 Etappen. Exakte Wegbeschreibung mit Wanderkarten. Neu: Mit Zubringer aus Ungarn und Variante über das Tiroler Außerfern.“ Tyrolia, 2013, ISBN 978-3-7022-2199-7.